# Front démocratique (Monténégro)
Pour les articles homonymes, voir Front démocratique.
Le Front démocratique (en  monténégrin : Демократична България, Demokratski front, abrégé DF, en serbe : Demokratski front) est une alliance électorale monténégrine de droite initiée en 2012, en opposition au Parti démocratique socialiste du Monténégro (DPS).

## Histoire
Le Front démocratique est initié en juillet 2012, quelques semaines avant les élections législatives de 2012. Miodrag Lekić est la tête de liste de l'alliance qui arrive en deuxième position, avec 22,82 % des voix. Lekić se présente à élection présidentielle qui se tient l'année suivante, soutenu à la fois par le Front démocratique et le Parti socialiste populaire du Monténégro. Recueillant 48,79 % des voix, il est battu de peu par le président sortant Filip Vujanović.  
En mars 2015, Lekić quitte l'alliance en raison de désaccords internes et décide de former son propre parti politique, DEMOS (en).

## Membres
| Parti | Parti                                                                                | Abr. | Idéologie                                                             | Président           | Depuis | Nbs de députés |
| ----- | ------------------------------------------------------------------------------------ | ---- | --------------------------------------------------------------------- | ------------------- | ------ | -------------- |
|       | Nouvelle démocratie serbe Nova srpska demokratija Нова српска демократија            | NSD  | National-conservatisme, unionisme serbo-monténégrin (en), russophilie | Andrija Mandić      | 2012   | 9 / 81         |
|       | Parti populaire démocratique Demokratska narodna partija Демократска народна партија | DNP  | Conservatisme sociétal, unionisme serbo-monténégrin (en), russophilie | Milan Knežević (en) | 2015   | 5 / 81         |
|       | Parti serbe démocratique Demokratska srpska stranka Демократска српска странка       | DSS  | Démocratie chrétienne, unionisme serbo-monténégrin (en)               | Dragica Perović     | 2016   | —              |

Plusieurs partis ont quitté la coalition depuis 2012, dont : 
- Le Parti des retraités et des handicapés unis, membre de 2012 à 2016 ;
- Le Parti communiste yougoslave du Monténégro (en), membre de 2016 à 2017 ;
- Le Parti démocratique de l'unité (en), membre de 2015 à 2017 ;
- Le parti « Résistance au désespoir », membre de 2016 à 2017 ;
- Le Parti radical serbe, membre de 2016 à 2017 ;
- Le Parti des travailleurs (en) (ou Parti travailliste), membre de 2015 à 2019, membre du groupe parlementaire depuis 2020 ;
- Le Mouvement pour les changements en 2020
- Monténégro uni, membre de 2020 à 2022

## Résultats électoraux

### Élections législatives
| Année | Leader         | Voix    | %     | Sièges  | Gouvernement                                   |
| ----- | -------------- | ------- | ----- | ------- | ---------------------------------------------- |
| 2012  | Miodrag Lekić  | 82 773  | 22,82 | 20 / 81 | Opposition                                     |
| 2016  | Andrija Mandić | 77 784  | 20,32 | 18 / 81 | Opposition                                     |
| 2020  | ZBCG           | 133 267 | 32,55 | 20 / 81 | Krivokapić (2020-2022), opposition (2022-2023) |

### Élections présidentielles
| Année | Candidat       | 1er tour | 1er tour | 1er tour | 2e tour | 2e tour | 2e tour |
| Année | Candidat       | Votes    | %        | Rang     | Votes   | %       | Rang    |
| ----- | -------------- | -------- | -------- | -------- | ------- | ------- | ------- |
| 2013  | Miodrag Lekić  | 154 289  | 48,79    | 2e       |         |         |         |
| 2018  | Mladen Bojanić | 111 711  | 33,40    | 2e       |         |         |         |
| 2023  | Andrija Mandić | 65 393   | 19,32    | 3e       |         |         |         |

## Présidence
Depuis que Miodrag Lekić a quitté la coalition, la présidence est collégiale, composée de six membres (deux représentants pour chacun des trois principaux partis de l'alliance). 
De 2012 à 2015, le président était Miodrag Lekić. Depuis 2015, les coprésidents sont:
- Andrija Mandić (NSD)
- Strahinja Bulajić (NSD)
- Nebojša Medojević (en) (PzP)
- Branko Radulović (PzP)
- Milan Knežević (en) (DNP)
- Predrag Bulatović (en) (DNP)